# Aeroportul Strathmore (D.J. Murray)
Aeroportul Strathmore (D.J. Murray) (IATA: STH) este un aeroport din Alberta, Canada ce deservește zona Strathmore⁠(d).
Situat la o altitudine de 944 m, aeroportul dispune de o singură pistă.